# Hudud al-'Alam

Ḥudūd al-ʿālam (en arabe حدود العالم, littéralement « Les frontières du monde ») est un livre de géographie du Xe siècle écrit en persan par un auteur inconnu originaire du Guzgan (aujourd'hui dans le nord de l'Afghanistan). Le titre complet est حدود العالم من المشرق الی المغرب (Ḥudūd al-ʿĀlam min al-Mashriq ilá l-Maghrib, « Les frontières du monde de l'Orient à l'Occident »). Le texte persan est édité par V. V. Barthold à Léningrad en 1930.

Dans sa traduction anglaise de l’ouvrage, en 1937, Vladimir Minorsky traduit le titre par The Regions of the World, avec ce commentaire en préface : 

## Contenu
Achevé en 982 (372 AH), le livre est dédié à Abu 'l-Harith Muhammad b. Ahmad (en), le souverain de la dynastie farighounide (en). L'auteur en est inconnu, mais Vladimir Minorsky a supposé qu'il pourrait avoir été composé par le mystérieux Cha'ya ibn Farighun (en), auteur d'une encyclopédie des sciences pionnière, la Jawāmeʿ al-ʿUlum, pour un émir de Chaghāniān sur le haut Amu Darya au milieu du Xe siècle. Le texte en notre possession du Ḥudūd al-ʿĀlam fait partie d'un manuscrit plus volumineux qui contient d'autres textes :
1. une copie du Jahān-Nāmeh (« Le livre du monde ») de Muḥammad ibn Najīb Bakrān ;
2. un bref passage sur la musique ;
3. le Ḥudūd al-ʿĀlam ;
4. la Jāmiʿ al-ʿUlūm (« Somme du savoir ») de Fakhr al-Din al-Razi.

Le Ḥudūd al-ʿĀlam est riche d'informations sur le monde alors connu. L'auteur décrit différents pays (nāḥiyat), peuples, langues, costumes, alimentations, religions, produits locaux, villes et cités, rivières, mers, lacs, îles, la steppe, les déserts, la topographie, la politique et les dynasties, aussi bien que le commerce. Le monde habité est divisé en Asie, Europe et « Libye » (c'est-à-dire le Maghreb). L'auteur dénombre un total de 45 pays au nord de l'Équateur.
L'auteur n'a jamais visité ces pays en personne, mais il a plutôt compilé des livres et légendes. Il n'indique pas ses sources, mais les chercheurs en ont déduit certaines, par exemple le Kitab al-masalik wa al-mamalik d'Istakhri, ou les œuvres d'Abu Abdallah al-Jayhani (en) et d'Ibn Khordadbeh,.
Parmi d'autres, le Hudud al-'alam semble mentionner le Khaganat de la Rus' ; il désigne le roi de Rus' comme Khāqān-i Rus. L'auteur inconnu semble s'être appuyé sur plusieurs sources du IXe siècle.

## Redécouverte et traduction
L'orientaliste russe Alexander Tumansky (en) a découvert un manuscrit comportant une copie de ce texte en 1892 à Bukhara. Le livre a été copié par le chronographe persan Abu l-Mu'ayyad ʿAbd al-Qayyūm ibn al-Ḥusain ibn 'Alī al-Farīsī en 1258. Une édition fac-similé avec une introduction et un index a été publiée par Vasily Bartold en 1930 ; une édition en anglais minutieusement commentée a été réalisée par Vladmir Minorsky en 1937, et une impression du texte persan par Manouchehr Sotudeh en 1962.

## Intérêt
Les chapitres de ce traité de géographie qui décrivent les contours du monde musulman présentent un intérêt historique majeur. L'ouvrage comporte aussi des descriptions qui sont parmi les premières des peuples turcs d'Asie centrale. Il est à noter enfin que le style et la langue archaïques du Hudud en font un document précieux pour l'étude de la langue persane.